# 小齒奈氏鱈
小齒奈氏鱈，為輻鰭魚綱鱈形目鼠尾鱈科的其中一種，分布於東大西洋西撒哈拉至安哥拉海域，屬深海底棲性魚類，深度366-1220公尺，本魚頭大、眼大、吻短，體褐色至紫羅蘭色，魚鰭及口黑色，體長可達34公分，棲息在底層水域，生活習性不明。